# 歌川芳廉
歌川 芳廉（うたがわ よしかど、生没年不詳）は江戸時代末期の浮世絵師。

## 来歴
歌川国芳の門人。一隣斎、芳廉と号す。弘化4年（1847年）から嘉永5年（1852年）にかけて錦絵や絵本の挿絵を作画している。錦絵では大判3枚続の合戦絵が多くみられる他、相撲絵、武者絵などを描いている。

## 作品
- 「しん板手あそびづくしはんじもの」 大判  ※佐野屋喜兵衛版
- 「しんばんうゑき尽」 大判 個人所蔵
- 「志んばんむし尽」 大判 嘉永5年
- 「碁太平記白石噺」 大判3枚続  静岡県立中央図書館所蔵 ※丸屋鉄次郎版
- 「本朝武勇女夫合 源三位頼政 菖蒲ノ前」 大判  嘉永年間  悳俊彦コレクション ※森屋治兵衛版
- 「本朝武勇女夫合 悪七兵衛景清 遊君阿古屋」 大判
- 「鬼若土俵入」 大判
- 「六條堀川御所之図」 大判3枚続 ※武者絵
- 『勇猛百人一首』 ※絵本、源満昭撰